# Apeadero de Aranha
El Apeadero de Aranha fue una estación ferroviaria de la Línea de Évora, que servía a la zona de Aranha Velha, en el ayuntamiento de Arraiolos, en Portugal.

## Historia
Esta plataforma se encuentra en el tramo entre Vimieiro y Estremoz, que abrió a la explotación el 22 de diciembre de 1873.
El tramo entre Évora y Estremoz dejó de tener servicios de pasajeros el 1 de enero de 1990, continuando con los servicios de mercancías hasta el final de la explotación, en 2009; en 2011, este tramo fue oficialmente abandonado.